# Казанова (Франция)
Казанова (фр. Casanova, корс. U Casanova) — коммуна во Франции, находится в регионе Корсика. Департамент коммуны — Верхняя Корсика. Входит в состав кантона Венако. Округ коммуны — Корте.
Код INSEE коммуны — 2B074.

## Население
Население коммуны на 2008 год составляло 350 человек.
| 1962 | 1968 | 1975 | 1982 | 1990 | 1999 | 2008 |
| ---- | ---- | ---- | ---- | ---- | ---- | ---- |
| 114  | 121  | 125  | 128  | 195  | 264  | 350  |

## Экономика
В 2007 году среди 242 человек в трудоспособном возрасте (15—64 лет) 162 были экономически активными, 80 — неактивными (показатель активности — 66,9 %, в 1999 году было 62,4 %). Из 162 активных работали 147 человек (78 мужчин и 69 женщин), безработных было 15 (7 мужчин и 8 женщин). Среди 80 неактивных 36 человек были учениками или студентами, 25 — пенсионерами, 19 были неактивными по другим причинам.